# Лі Ха На
Лі Ха На (кор. 이하나) — південнокорейська акторка.

## Біографія
Лі Ха На народилася 23 вересня 1982 року в столиці Республіки Корея місті Сеул. У 2005 році вона знялася в рекламі, у наступному році Ха На зробила вдалий дебют на телебаченні зігравши другорядну роль в популярному мелодраматичному серіалі «Самотність в коханні». Першою головною роллю в кар'єрі Ха Ни стала роль в романтично-комедійному серіалі «Весілля Мері» 2007 року, в тому ж році вона зіграла свою першу роль в кіно. Підвищенню популярності акторки сприяла одна з головних ролей в драмі «Жінки Сонця». У наступні декілька років акторка зосередилася на зйомках в кіно, так у 2010 році вона зіграла головну жіночу роль в романтичному фільмі «Справедливе кохання», а у 2012 одну з головних ролей в гостросюжетному фільмі «R2B: Повернення до бази». Після п'ятирічної перерви, у 2014 році Ха На повернулась на телебачення зігравши головну жіночу роль в романтично-комедійному серіалі «Король середньої школи». У 2017 році вона зіграла головну роль в поліцейській драмі «Голос». Серіал став одим з найуспішніших серіалів канала OCN, що змусило керівництво каналу продовжити серіал ще на два сезони, в яких головну роль також виконала Ха На.
Наприкінці березня 2020 року відбулася прем'єра мелодраматичного серіалу «Дрібка твого розуму», одну з головних ролей в якому зіграла Ха На.

## Фільмографія

### Телевізійні серіали
| Рік       | Назва                                  | Роль                          | Мережа |
| --------- | -------------------------------------- | ----------------------------- | ------ |
| 2006      | «Самотність в коханні»                 | Ю Чі Хо                       | SBS    |
| 2007      | «Коли прийде весна»                    | Мун Че Рі                     | KBS2   |
| 2007      | «Весілля Мері»                         | Хван Ме Рі                    | MBC    |
| 2008      | «Жінки Сонця»                          | Юн Са Воль                    | KBS2   |
| 2009      | «Потрійний»                            | Чхве Су Ін                    | MBC    |
| 2014      | «Король середньої школи»               | Чон Су Йон                    | tvN    |
| 2015      | «Недобрі леді»                         | Чан Ма Рі                     | KBS2   |
| 2015      | «О, мій привид»                        | радіо діджей (голос, 1 серія) | tvN    |
| 2015      | «Підроблена родина» (спеціальна драма) | Кім Ин Су                     | KBS2   |
| 2017      | «Голос»                                | Кан Квон Чжу                  | OCN    |
| 2018      | «Коханка»                              | камео (12 серія)              | OCN    |
| 2018      | «Голос 2»                              | Кан Квон Чжу                  | OCN    |
| 2019      | «Голос 3»                              | Кан Квон Чжу                  | OCN    |
| 2020      | «Дрібка твого розуму»                  | Мун Сун Хо                    | tvN    |
| 2022—2023 | «Три сміливі сиблінга»                 | Кім Те Чжу                    | KBS2   |

### Фільми
| Рік  | Назва                                      | Роль             |
| ---- | ------------------------------------------ | ---------------- |
| 2007 | «Чудовий шеф-кухар»                        | Чін Су           |
| 2009 | «Танок часу»                               |                  |
| 2010 | «Справедливе кохання»                      | Нам Ин           |
| 2012 | «R2B: Повернення до бази»                  | капітан О Ю Чжін |
| 2015 | «Ексклюзив: Вибить диявольське татуювання» | Су Чжін          |

## Нагороди
| Рік  | Нагорода                          | Категорія                                                                    | Робота                 | Результат | Прим.  |
| ---- | --------------------------------- | ---------------------------------------------------------------------------- | ---------------------- | --------- | ------ |
| 2006 | 14-та Премія SBS драма            | Нова зірка                                                                   | «Самотність в коханні» | Перемога  |        |
| 2007 | 43-тя Премія мистецтв Пексан      | Краща нова акторка телебачення                                               | «Самотність в коханні» | Номінація |        |
| 2007 | 26-та Премія MBC драма            | Краща нова акторка                                                           | «Весілля Мері»         | Перемога  | [ 11 ] |
| 2007 | 26-та Премія MBC драма            | Краща пара (разом з Чі Хьон У)                                               | «Весілля Мері»         | Номінація | [ 11 ] |
| 2007 | 21-ша Премія KBS драма            | Краща нова акторка                                                           | «Коли прийде весна»    | Номінація |        |
| 2008 | 44-та Премія мистецтв Пексан      | Краща нова кіноакторка                                                       | «Чудовий шеф-кухар»    | Номінація |        |
| 2008 | 45-та Кінопремія Великий дзвін    | Краща нова акторка                                                           | «Чудовий шеф-кухар»    | Номінація |        |
| 2008 | 16-та Кінопремія Буїль            | Краща нова акторка                                                           | «Чудовий шеф-кухар»    | Номінація |        |
| 2008 | 7-ма Корейська кінопремія         | Краща нова акторка                                                           | «Чудовий шеф-кухар»    | Номінація |        |
| 2008 | 29-та Кінопремія Блакитний дракон | Краща нова акторка                                                           | «Чудовий шеф-кухар»    | Номінація |        |
| 2008 | 22-га Премія KBS драма            | Нагорода за майстерність (акторка мінісеріалу)                               | «Жінки Сонця»          | Перемога  | [ 12 ] |
| 2008 | 22-га Премія KBS драма            | Краща нова акторка                                                           | «Жінки Сонця»          | Номінація | [ 12 ] |
| 2008 | 22-га Премія KBS драма            | Нагорода за популярність (акторки)                                           | «Жінки Сонця»          | Номінація | [ 12 ] |
| 2015 | 29-та Премія KBS драма            | Нагорода за майстерність (акторки одноактної / спеціальної / короткої драми) | «Підроблена родина»    | Перемога  | [ 13 ] |
| 2022 | 36-та Премія KBS драма            | Нагорода за майстерність (акторка серіалу)                                   | «Три сміливі сиблінга» | Перемога  | [ 14 ] |
| 2022 | 36-та Премія KBS драма            | Нагорода за популярність(акторка)                                            | «Три сміливі сиблінга» | Номінація | [ 14 ] |